# Badraer Lehde-Großer Eller
Das Naturschutzgebiet Badraer Lehde-Großer Eller liegt im Kyffhäuserkreis in Thüringen östlich von Badra und nordwestlich von Steinthaleben, beide Ortsteile der Gemeinde Kyffhäuserland. Nordwestlich des Gebietes verläuft die Landesstraße L 1040 und erstreckt sich das 541,5 ha große Naturschutzgebiet Schloßberg - Solwiesen. Unweit südlich fließt der Badraer Bach, nördlich verläuft die Landesgrenze zu Sachsen-Anhalt.

## Bedeutung
Das aus zwei Teilgebieten bestehende 81,9 ha große Gebiet mit der NSG-Nr. 316 wurde im Jahr 1997 unter Naturschutz gestellt.